# Eucidaris metularia
Eucidaris metularia Lamark, 1816 è un riccio di mare appartenente alla famiglia Cidaridae. Si trova nelle acque poco profonde dell'Indo-Pacifico ed è caratterizzato da una copertura rada di spine a punta piatta.

## Descrizione
È una specie piuttosto primitiva; è robusta e ha una forma piuttosto appiattita. Non supera i 3 cm di diametro. Le spine principali sono poche, con la punta tronca e striate. Le spine secondarie circondano le principali e sono molto più numerose, decisamente più piccole e appiattite. La funzione principale delle sue spine è la protezione dai predatori, ma sono utilizzate anche per muoversi. Spesso su di esse crescono delle alghe che contribuiscono a nascondere il riccio.

## Distribuzione
Si trova in zone poco profonde dell'oceano Indiano e dell'oceano Pacifico. È diffuso nel Mar Rosso, lungo le coste dell'Africa orientale, Madagascar, Seychelles, Aldabra e Chagos, Figi, Hawaii, Giappone e Australia settentrionale. Si trova soprattutto nelle zone ricche di vegetazione acquatica con substrato roccioso, solitamente in acque poco profonde, anche se può vivere anche 500 m sotto il livello del mare. È comune negli anfratti rocciosi.

## Biologia

### Alimentazione
Questo riccio di mare si nutre di alghe e alghe coralline, ma si nutre anche di spugne, briozoi e altri piccoli invertebrati.

### Comportamento
Come tutti gli altri ricci, durante la riproduzione questa specie rilascia i suoi gameti in mare, dove la avviene la fecondazione. Le larve sono planctoniche e vengono trasportate dalle correnti. Le larve di E. metularia e degli altri membri del genere Eucidaris si distinguono per i lobi carnosi. In seguito le larve si depositano sul fondo del mare e si ha una metamorfosi, anche se minore di quella che avviene in ricci meno primitivi.